# Campaea biseriata
Campaea biseriata là một loài bướm đêm trong họ Geometridae.